# Serie A1 2013-2014 (pallamano femminile)
La Serie A1 2013-2014 è stata la 45ª edizione della massima serie del campionato italiano di pallamano femminile. Il campionato è stato vinto per la quarta volta nella sua storia dal PDO Salerno, che nella finale play-off ha superato il Conversano.

## Formula
La formula del torneo prevedeva una stagione regolare divisa in una prima fase, dove le otto squadre partecipanti si affrontavano in partite di andata e ritorno. Al termine della prima fase vi era una poule scudetto tra le prime quattro che decretava la finale playoff. Le ultime quattro squadre classificate durante la prima fase si scontrano in semifinale e finale playout, dove la squadra che perde la finale retrocede.

## Squadre partecipanti
| Squadra            | Città                | Stagione precedente    |
| ------------------ | -------------------- | ---------------------- |
| Casalgrande        | Casalgrande (RE)     | 1º posto in Serie A2/B |
| Cassano Magnago    | Cassano Magnago (VA) | 1º posto in Serie A2/A |
| Amatori Conversano | Conversano (BA)      | 3º posto in Serie A1   |
| Mestrino           | Mestrino (PD)        | 4º posto in Serie A1   |
| Nuoro              | Nuoro                | 5º posto in Serie A1   |
| PDO Salerno        | Salerno              | 1º posto in Serie A1   |
| Sassari            | Sassari              | 2º posto in Serie A1   |
| Teramo             | Teramo               | 6º posto in Serie A1   |
| Tiger Palermo      | Palermo              | 1º posto in Serie A2/C |

## Stagione regolare

### Classifica
|  | Pos. | Squadra            | Pt | G  | V  | VR | P  | PR | GF  | GS  | DR   |
|  | ---- | ------------------ | -- | -- | -- | -- | -- | -- | --- | --- | ---- |
|  | 1.   | PDO Salerno        | 39 | 14 | 13 | 0  | 1  | 0  | 412 | 317 | +95  |
|  | 2.   | Amatori Conversano | 36 | 14 | 12 | 0  | 2  | 0  | 443 | 332 | +111 |
|  | 3.   | Mestrino           | 19 | 14 | 6  | 0  | 7  | 1  | 383 | 405 | -22  |
|  | 4.   | Tiger Palermo      | 17 | 14 | 5  | 1  | 8  | 0  | 364 | 368 | -4   |
|  | 5.   | Sassari            | 15 | 14 | 5  | 0  | 9  | 0  | 349 | 419 | -70  |
|  | 6.   | Cassano Magnago    | 15 | 14 | 5  | 0  | 9  | 0  | 325 | 365 | -40  |
|  | 7.   | Teramo             | 15 | 14 | 5  | 0  | 9  | 0  | 317 | 329 | -12  |
|  | 8.   | Casalgrande        | 12 | 14 | 4  | 0  | 10 | 0  | 340 | 394 | -54  |

Legenda:
      Playoff Scudetto.
      Playout retrocessione.

## Playout retrocessione

### Semifinali
| Squadra 1       | Squadra 2   | Gara 1                   | Gara 2                        |
| --------------- | ----------- | ------------------------ | ----------------------------- |
| Sassari         | Casalgrande | Casalgrande, 8 mar. 2014 | Sassari, 15 mar. 2014         |
| Sassari         | Casalgrande | 20 – 30                  | 29 – 30                       |
| Cassano Magnago | Teramo      | Teramo, 8 mar. 2014      | Cassano Magnago, 15 mar. 2014 |
| Cassano Magnago | Teramo      | 18 - 20                  | 21 - 22                       |

### Finale
| Squadra 1       | Squadra 2 | Gara 1               | Gara 2                        |
| --------------- | --------- | -------------------- | ----------------------------- |
| Cassano Magnago | Sassari   | Sassari, 5 apr. 2014 | Cassano Magnago, 12 apr. 2014 |
| Cassano Magnago | Sassari   | 27 – 22              | 27 – 21                       |

## Playoff scudetto

### Poule scudetto

#### Classifica
|  | Pos. | Squadra            | Pt | G | V | VR | P | PR | GF  | GS  | DR  |
|  | ---- | ------------------ | -- | - | - | -- | - | -- | --- | --- | --- |
|  | 1.   | PDO Salerno        | 22 | 6 | 6 | 0  | 0 | 0  | 192 | 143 | +49 |
|  | 2.   | Amatori Conversano | 12 | 6 | 3 | 0  | 3 | 0  | 164 | 160 | +4  |
|  | 3.   | Mestrino           | 11 | 6 | 3 | 0  | 3 | 0  | 166 | 190 | -24 |
|  | 4.   | Tiger Palermo      | 1  | 6 | 0 | 0  | 6 | 0  | 149 | 178 | -29 |

Legenda:
      Finale Scudetto.

### Finale
| Squadra 1   | Squadra 2          | Gara 1                | Gara 2                   | Gara 3                |
| ----------- | ------------------ | --------------------- | ------------------------ | --------------------- |
| PDO Salerno | Amatori Conversano | Salerno, 10 mag. 2014 | Conversano, 17 mag. 2014 | Salerno, 24 mag. 2014 |
| PDO Salerno | Amatori Conversano | 25 - 25               | 20 - 20                  | 22 - 20               |